# Musée des beaux-arts de la Nouvelle-Écosse
Le Musée des beaux-arts de la Nouvelle-Écosse (Art Gallery of Nova Scotia) est une galerie d'art située au centre d'Halifax en Nouvelle-Écosse.

## Histoire
Le bâtiment a été construit entre 1861 et 1868 dans le style italianisant. La galerie a été fondée en 1908 sous le nom de Nova Scotia Museum of Fine Arts et a été renommée en 1975, prenant alors son nom actuel d'Art Gallery of Nova Scotia. Plus de 17 000 œuvres de différentes collections y sont exposées.